# Manchester Phoenix
Manchester Phoenix byl profesionální hokejový tým z Manchesteru v Anglii. Klub vznikl v roce 2003 jako výsledek snahy příznivců skupiny Friends of Manchester Ice Hockey přivést zpět do Manchesteru špičkový lední hokej poté, co se Manchester Storm v roce 2002 rozpadl.

## Historie
Tým Phoenix byl zakládajícím členem Elite Ice Hockey League při jejím vzniku v roce 2003 a hrál v Manchesterské aréně s kapacitou 17 500 diváků. Náklady na použití tak velkého zařízení se ukázaly jako finančně neudržitelné a Phoenix v roce 2004 pozastavil herní činnost do doby, než bude postavena menší účelová ledová hala. Výstavba Altrincham Ice Dome byla zahájena v roce 2006 a klub se vrátil do Elite League pro sezónu 2006-07. Po třech sezónách v EIHL se klub 30. dubna 2009 připojil k anglické Premier Ice Hockey League. Během svého působení v EPIHL byl klub poměrně úspěšný, když vyhrál dva ligové šampionáty a jedno finále play off.
V roce 2015, klub zůstal bez domácího kluziště v Greater Manchester. Své domácí zápasy hráli v Deeside Ice Arena v Severním Walesu , Fylde Coast Ice Arena v Blackpoolu a nakonec ve Widnes Ice Arena.
Klub zanikl 31. ledna 2017 po neúspěšném jednání s potenciálními investory.

## Soupiska
| Brankáři | Brankáři           | Brankáři         | Brankáři | Brankáři | Brankáři           |
| Číslo    |                    | Jméno            | Zákroky  | Získán   | Místo narození     |
| -------- | ------------------ | ---------------- | -------- | -------- | ------------------ |
| 30       | Spojené království | Adam Summerfield | L        | 2007     | Whitehaven, Anglie |
| 31       | Spojené království | Steve Fone       | L        | 2009     | Sheffield, Anglie  |

| Obránci | Obránci            | Obránci          | Obránci | Obránci | Obránci              | Obránci |
| Číslo   |                    | Jméno            | Střela  | Získán  | Místo narození       |         |
| ------- | ------------------ | ---------------- | ------- | ------- | -------------------- | ------- |
| 4       | Spojené království | Luke Boothroyd   | R       | 2008    | Huddersfield, Anglie |         |
| 6       | Spojené království | Ben Morgan       | R       | 2010    | Sheffield, Anglie    |         |
| 13      | Spojené království | Max Drakeley     | R       | 2009    | Londýn, Anglie       |         |
| 15      | Spojené království | Ben Wood         | R       | 2009    | Manchester, Anglie   |         |
| 40      | Ukrajina           | Pavel Gomenyuk   | L       | 2010    | Kyjev, Ukrajina      |         |
| 44      | Slovensko          | Ladislav Harabin | L       | 2010    | Poprad, Slovensko    |         |

| Útočníci | Útočníci           | Útočníci              | Útočníci | Útočníci | Útočníci | Útočníci           |
| Číslo    |                    | Jméno                 | Střela   | Pozice   | Získán   | Místo narození     |
| -------- | ------------------ | --------------------- | -------- | -------- | -------- | ------------------ |
| 2        | Spojené království | James Archer          | R        | F        | 2010     | Sheffield, Anglie  |
| 8        | Spojené království | Greg Wood             | R        | C        | 2009     | Sheffield, Anglie  |
| 9        | Spojené království | Tony Hand             | R        | C        | 2006     | Edinburgh, Skotsko |
| 12       | Spojené království | James Neil            | R        | C        | 2009     | Nottingham, Anglie |
| 14       | Spojené království | Stephen Wallace       | L        | LW       | 2010     | Billingham, Anglie |
| 16       | Spojené království | Joe Miller            | R        | C        | 2011     | Cardiff, Wales     |
| 19       | Spojené království | Tom Duggan            | R        | F        | 2010     | Reading, Anglie    |
| 28       | Švédsko            | Marcus Kristoffersson | L        | RW       | 2010     | Östersund, Švédsko |
| 39       | Kanada             | Curtis Huppe          | R        | RW       | 2010     | Winnipeg, Kanada   |
| 64       | Spojené království | Andrew Sharp          | R        | F        | 2010     | Langley, Kanada    |

## Vyvěšené dresy
9 - Tony Hand
17 - Dwight Parrish